# Velká Olomouc
Velká Olomouc byla založena k 23. dubnu 1919, kdy se s Olomoucí sloučila dvě sousední města a dalších 11 předměstských obcí. Velká Olomouc byla samostatným politickým okresem, soudní okres Olomouc byl ale tvořen navíc i politickým okresem Olomouc-venkov.

## Stavební řád
Určitou představu, jak by mohla vypadat budoucí Velká Olomouc, přinesl už zákon z roku 1894, kterým se pro Brno, Olomouc, Jihlavu a Znojmo a některé jejich předměstské obce stanovil zvláštní stavební řád, odlišný od stavebního řádu platného ve zbytku Moravy. Na základě jeho čl. II pak bylo vydáno zvláštní místodržitelské nařízení, které do jeho působnosti zahrnulo nejen královské hlavní město Olomouc, ale i celé obce Hejčín, Lazce, Neředín, Nová Ulice a Povel, a části katastrů obcí Hodolany, Bělidla, Pavlovičky, Nové Sady, Klášterní Hradisko a Černovír.

## Vznik
Důvodem pro vznik Velké Olomouce bylo získání dalších daňových poplatníků, kteří by svými daněmi podpořili rozvoj dříve nejdůležitějšího moravského města, později ve svém významu potlačeného rychleji rostoucím Brnem. Nejpodstatnějším se ale jevilo počeštění Olomouce, např. k roku 1900 měla 19 761 obyvatel, z toho ale jen 6 194 Čechů (31 %). Připojením z větší části českých předměstských obcí se tento záměr podařil. V roce 1930 Olomouc měla už celkem 66 440 obyvatel, z toho 47 861 Čechů (72 %) a 15 017 Němců (23 %).
Samotný akt připojení předměstských obcí ale právě z tohoto důvodu neměl podporu zcela německého městského zastupitelstva a tak k němu došlo až po vzniku Československé republiky, kdy německý starosta Karl Brandhuber a další členové vedení města dne 11. listopadu 1918 rezignovali a nahradila je Správní komise hlavního města Olomouce v čele s vládním komisařem, pozdějším olomouckým starostou Richardem Fischerem. K obdobnému nahrazení zvolených obecných zastupitelstev správními komisemi došlo do konce roku 1918 i v těch předměstských obcích, kde vládli Němci, tedy v Neředíně, Nové Ulici, Nových Sadech, Novém Světě, Povlu a Pavlovičkách. Zbývající obce byly převážně české a samy postupně s připojením vyslovily svůj souhlas. Celý proces pak byl završen přijetím zákona č. 214/1919 Sb., „o sloučení sousedních obcí s Olomoucem“.

## Rozsah

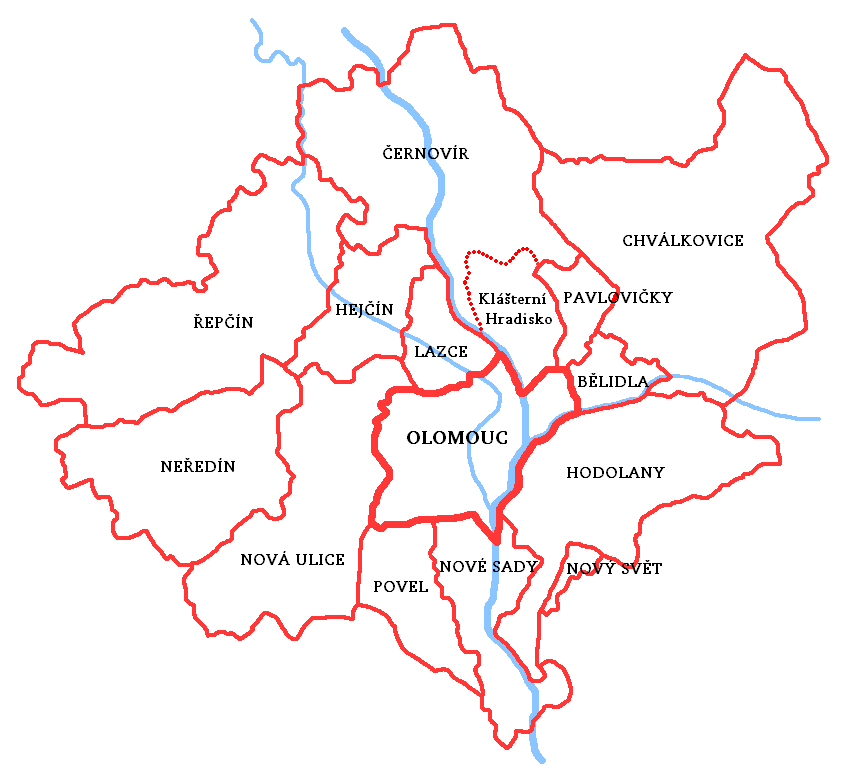
Mapka velké Olomouce

Tvořily ji tyto dosud samostatné obce:
- hlavní město Olomouc
- Bělidla
- Hejčín
- město Hodolany-Rolsberk
- Černovír (včetně Klášterního Hradiska)
- Chválkovice
- Lazce
- Neředín
- město Nová Ulice
- Nové Sady
- Nový Svět
- Pavlovice
- Povel
- Řepčín

Zvažováno bylo připojení i Holice, k tomu ale nakonec nedošlo. V takovém územním vymezení pak Olomouc setrvala až do 70. let 20. století, kdy k ní byly připojovány další okolní obce.